# Ulica Nankińska

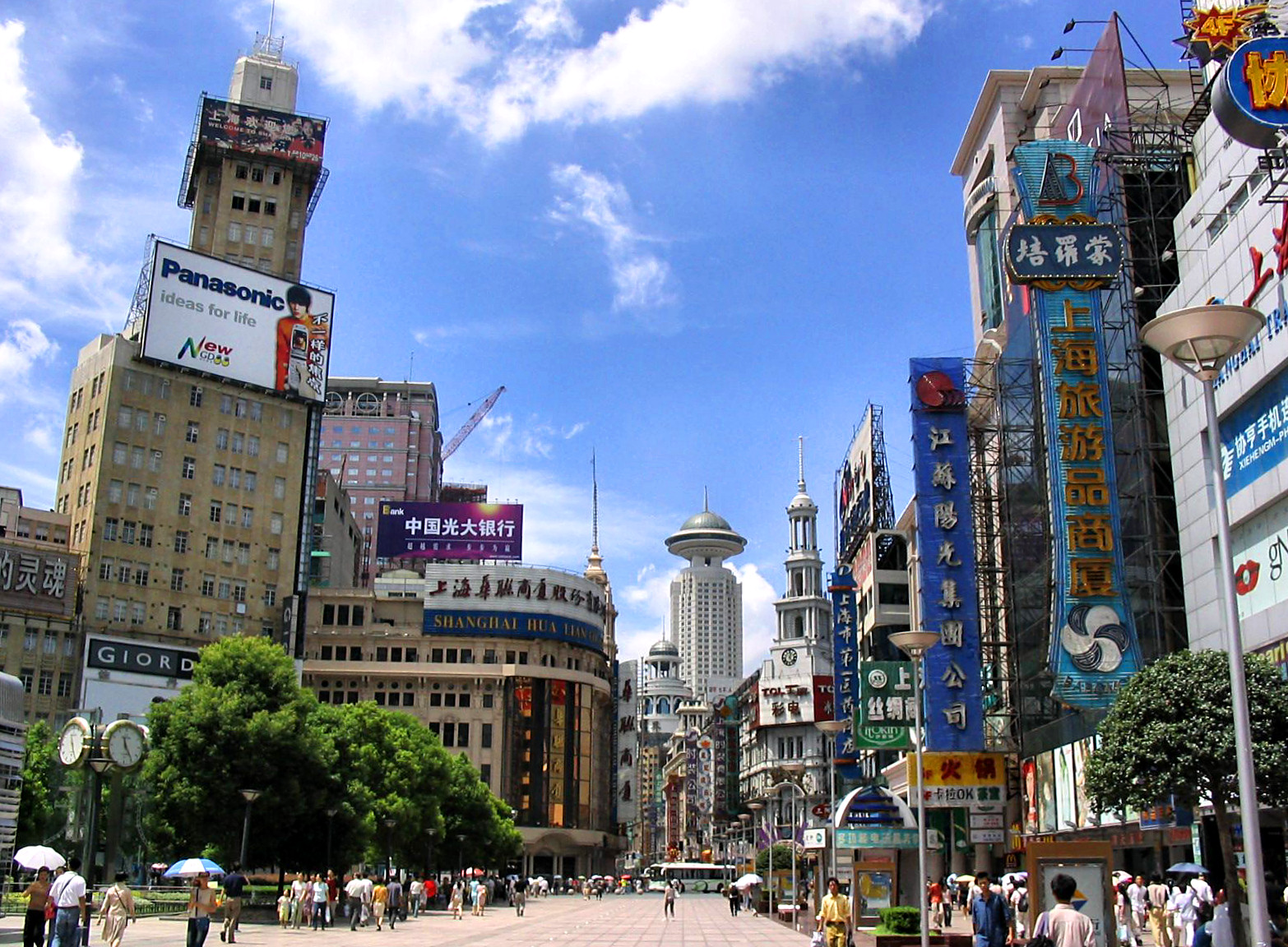
Ulica Nankińska

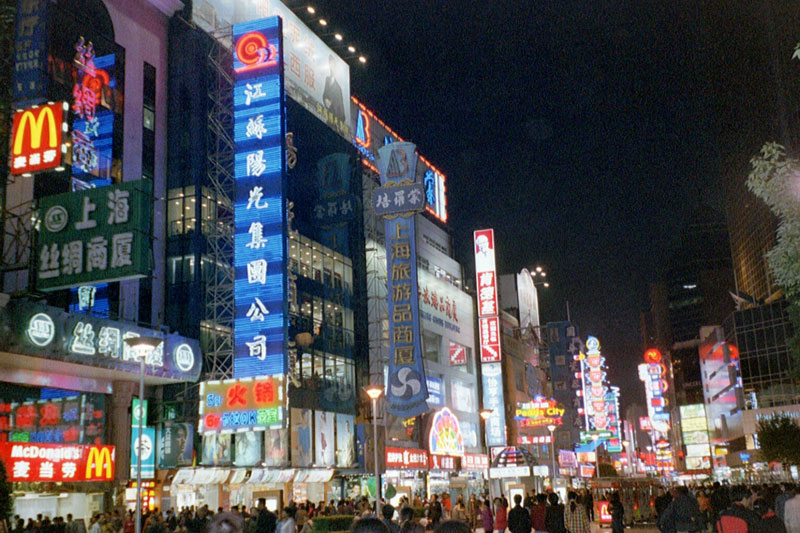
Ulica Nankińska nocą

Ulica Nankińska (chiń.: 南京路; pinyin: Nánjīng Lù) – ulica handlowa w Szanghaju, uznawana za jedną z największych na świecie. Rozciąga się na długości ok. 5,5 km, od Bundu na wschodzie, do dzielnicy Jing’an na zachodzie. Dzieli się na część wschodnią (南京东路; Nánjīng Dōnglù) i zachodnią (南京西路; Nánjīng Xīlù).
Po I wojnie opiumowej port w Szanghaju został otwarty dla międzynarodowego handlu, a ulica stała się brytyjską koncesją. Była pierwszą ulicą handlową w mieście; handlowano tam głównie towarami zagranicznymi. Z czasem ulicę przebudowywano i modernizowano, wprowadzając znaczące zmiany, m.in. dla wygody zakupów, na wschodnim krańcu utworzono specjalny pasaż.
Na ulicy Nankińskiej swoje punkty handlowe ma ponad 600 firm z całego świata. Ponadto mieści się na niej około stu tradycyjnych sklepów i sklepów specjalistycznych, które handlują, m.in. wyrobami z jedwabiu, jadeitu, wełny, haftami i zegarkami.
Po ulicy kursują bezszynowe kolejki turystyczne.
Pod numerem 1418 przy ul. Nankińskiej mieściła się pierwsza siedziba polskiego konsulatu, który 1 sierpnia 1966 roku został przeniesiony na teren dawnej koncesji francuskiej, gdzie mieści się do dziś. W budynku przy ul. Nankińskiej znajduje się obecnie Biuro Spraw Zagranicznych Urzędu m. Szanghaj.